# Nico
Christa Päffgen (Colônia, 16 de outubro de 1938 – Ibiza, 18 de julho de 1988) foi uma cantora, compositora, modelo e atriz alemã, mais conhecida pelo pseudônimo Nico. 
Nico nasceu a 16 de outubro de 1938, em Colônia, na Alemanha. Algumas fontes afirmam que ela teria nascido a 15 de março de 1943, em Budapeste, capital da Hungria.

## Carreira

### O começo
Nico encontrou fama como modelo. Após abandonar a escola aos 13 anos de idade, ela começou a vender lingerie. Um ano mais tarde, sua mãe encontrou seu trabalho como modelo em Berlim.
Enquanto trabalhava como modelo, ela conheceu o fotógrafo Herbert Tobias,que lhe deu o nome Nico. Mais tarde, ela se mudou para Paris e trabalhou para a revista Vogue, Tempo, Vie Nuove, Mascotte Spettacolo, Camera, Elle, e outras revistas fashion no começo dos anos 1950.
Após aparecer em vários comerciais de televisão, Nico conseguiu um papel pequeno no filme "La Tempesta" (1958), do diretor Alberto Lattuada. Mais tarde, porém naquele mesmo ano, apareceu no filme "For the First Time", do diretor Rudolph Maté, ao lado de conhecidos atores como Mario Lanza.
Em 1959, ela foi convidada para ir ao set de "La dolce vita", do diretor Federico Fellini, atraindo a atenção de tal diretor, fazendo com que ele desse a Nico um pequeno papel no filme. Naquela época, ela tinha se mudado para Nova York para ter aulas de teatro com Lee Strasberg.
Após dividir o seu tempo entre Nova York e Paris, ela conseguiu o papel principal no filme "Strip-Tease" (1963), do diretor Jacques Poitrenaud. Ela gravou também o title track para o filme, que foi produzido por Serge Gainsbourg, mas que não fora lançado até 2001, quando a música foi incluida no CD como parte da coletânea francesa "Le Cinéma de Serge Gainsbourg".
Durante esse período, ela deu à luz seu filho, Ari (nascido em 1962), que teve como pai o ator francês Alain Delon. Entretanto, a criança foi criada a maior parte do tempo pelos pais de Delon, que sempre insistiu em negar sua paternidade.

## O começo da carreira musical
Em 1965, Nico conheceu o famoso guitarrista do Rolling Stones Brian Jones e gravou com ele o seu primeiro single, "I'm Not Sayin'". O ator Ben Carruthers apresentou-a a Bob Dylan em Paris naquele verão. Dizem que Dylan, mais tarde, escreveu a música "I'll Keep It With Mine" para Nico.
Após ser apresentada a Bob Dylan, ela começou a trabalhar com Andy Warhol e Paul Morrissey em seus filmes experimentais, incluindo "Chelsea Girls", "The Closet", "Sunset" e "Imitation of Christ".

## O Velvet Underground & Nico
Após Andy Warhol se tornar o empresário do Velvet Underground, ele propôs que o grupo teria Nico como vocalista. O grupo concordou, apesar de uma considerável relutância, devido a razões pessoais e musicais — John Cale, do grupo, descreveu Nico como "tone deaf", algo como: "quem não tem ouvido". Apesar disso, ele iria ter papel fundamental na carreira solo de Nico. O grupo, incluindo Nico, tornaram-se os acompanhadores pessoais para a "Exploding Plastic Inevitable", um show experimental e alternativo de Andy Warhol, que misturava música, filme, dança e pop art.
Nico fez o vocal principal em três músicas ("Femme Fatale", "All Tomorrow's Parties" e "I'll Be Your Mirror") e providenciou o backing vocal em ("Sunday Morning") no álbum de estréia da banda: The Velvet Underground and Nico. Lançado no ano de 1967, o álbum foi fundamental para o aparecimentos de muitos gêneros musicais, incluindo o punk rock e New Wave.
Nico teve uma breve relação romântica com o vocalista e compositor, Lou Reed. Nesse mesmo período, ela esteve envolvida em relações amorosas com outros músicos, incluindo Cale, Jackson Browne, Brian Jones, Tim Buckley, Bob Dylan e também com Iggy Pop.
Pouco tempo após a turnê que se seguiu, a Exploding Plastic Inevitable, saiu de cena no começo de 1967, Nico e o Velvet Underground foram para caminhos diferentes. Tanto Lou Reed como John Cale tocaram em partes significantes do projeto solo de Nico. Nos próximos 20 anos que seguiram-se, ela gravou uma série de álbuns bem aclamados pela crítica, trabalhando em coisas parecidas com Brian Eno e Phil Manzanera. John Cale esteve particularmente envolvido nas músicas de Nico, produzindo quatro de seus álbuns, como também fazendo arranjos e tocando diversos instrumentos nas gravações.

## Carreira solo

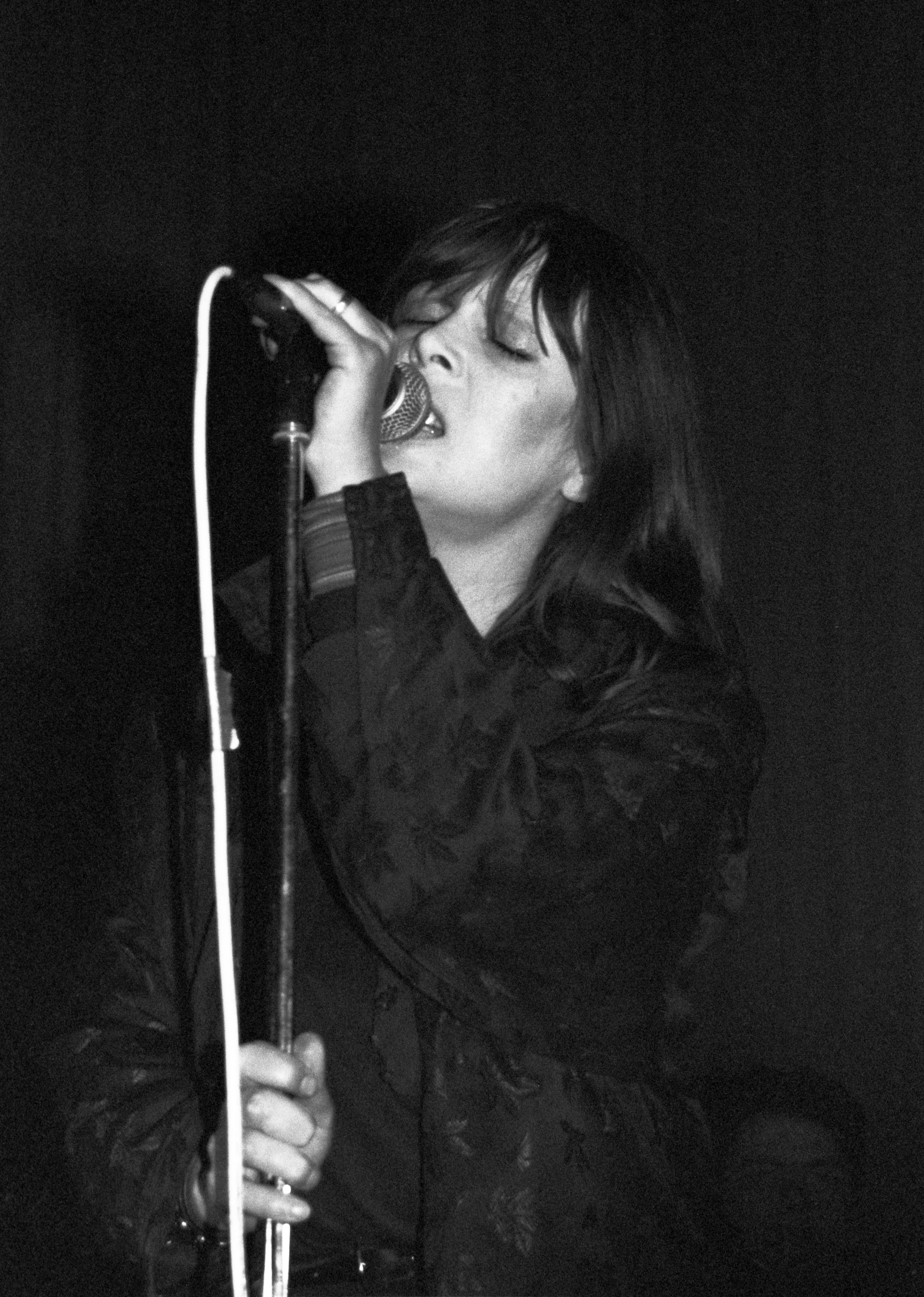
Nico em 1985

### 1960
Para o seu álbum de estréia, o Chelsea Girl, lançado em 1967, Nico gravou músicas de diversos artistas como Bob Dylan, Tim Hardin, Jackson Browne e também de Lou Reed e John Cale, dois dos membros do Velvet Underground. Ela gravou também uma música que Lou Reed e John Cale co-escreveram com Sterling Morrison, chamada "It Was a Pleasure Then", uma música de oito minutos com solos de guitarra e de viola.
Chelsea Girl é um álbum tradicional de folk que influenciou artistas do estilo como Leonard Cohen, com arranjos de instrumentos de corda e flautas sobrepostos por seu produtor. Nico, no entanto, não ficou satisfeita com o resultado do álbum finalizado.
Para o seu outro LP, o The Marble Index, lançado em 1969, Nico escreveu todas as músicas do álbum e fez as estruturas de todas as músicas, que consistem principalmente em um balanço de harmônio nos acordes. Os arranjos foram escritos por John Cale, que deu às músicas de Nico um estilo de folk e instrumentos clássicos. Frazier Mohawk produziu o álbum. A harmonia de Nico tornou sua assinatura para o resto de sua carreira. O álbum combina elementos clássicos com o som de folk europeu.

### 1970
Nico lançou mais dois álbuns solo nos anos 1970: o clássico Desertshore (1970), também produzido por John Cale. Já The End (1974), foi co-produzido por Cale e Joe Boyd. Cale tocou a maior parte dos instrumentos nesses dois álbuns. Nico escreveu as músicas, cantou, e tocou harmônio. The End, traz o músico Brian Eno tocando sintetizador.
No dia 13 de dezembro de 1974, Nico foi o suporte para o infame show da Tangerine Dream na Reims Cathedral em Reims, na França. O promotor tinha vendido mais ingressos que o permitido, deixando o local inapropriado para aquele gigantesco número de pessoas, que, pela falta de espaço, mal conseguiam andar ou se mover. Isso resultou em pessoas urinando dentro do hall da catedral. A igreja católica denunciou essas ações e, no fim de tudo, acabou por banir futuras apresentações nas propriedades da igreja.

### 1980
Nico voltou para Nova York no fim de 1979, onde o seu show de volta no CBGB no começo do ano de 1980, foi bem comentado no New York Times. Ela começou a tocar regularmente no Mudd Club e em outros locais. 
Nico gravou seu próximo álbum de estúdio, o Drama of Exile, em 1981. O álbum a separou de John Cale (que vinha acompanhado-a desde o começo), e trouxe uma mistura de rock e arranjos do oriente médio. Ela gravou seu último álbum solo, Camera Obscura, no ano de 1985, novamente com John Cale, desta vez, como produtor, e com o The Faction (James Young e Graham Dids).

## Filmes de Philippe Garrel
Entre 1970 e 1979, Nico fez sete filmes com o diretor francês Philippe Garrel. Ela conheceu Garrel em 1969 e contribui com a música "The Falconer" para seu filme, "Le Lit de la Vierge". Mais tarde, ela estava vivendo com Garrel e tornou-se uma figura central em seu círculo pessoal e cinematográfico. A primeira aparição de Nico em um filme de Garrel aconteceu em, La Cicatrice Intérieure, de 1972. Nico contribui também com uma música para o filme. Ela apareceu em outros filmes de Garrel como Anathor (de 1972); o filme biográfico de Jean Seberg, Les Hautes Solitudes, lançado em 1974; Un ange passe (de 1975); Le Berceau de cristal (de 1976), estrelando Pierre Clementi, Nico e Anita Pallenberg; e também Voyage au jardin des morts (de 1978). Seu filme de 1991, J'entends Plus la Guitare, é dedicado à Nico.
| “ | Nico parecia uma criança, era uma pessoa infantil, muito doce, mas as drogas deixaram-na medonha. Nos anos cinquenta, tinha sido uma modelo famosa por causa daquele visual loiro alemão. Mas com todo aquele veneno em seu organismo, ela quis ficar feia, porque, se você quisesse ser aceito no mundo da droga, devia ser repulsivo e fazer sons feios. Por isso ela se esforçou bastante pra parecer feia e fazer sons feios, mas era apenas uma trilha auto-destrutiva na qual ela entrou quando se ligou em heroína. Ela levou bastante tempo para morrer, mas na época já tinha parado. Estava usando metadona, mas provavelmente o organismo dela estava debilitado. | ” |

## Morte

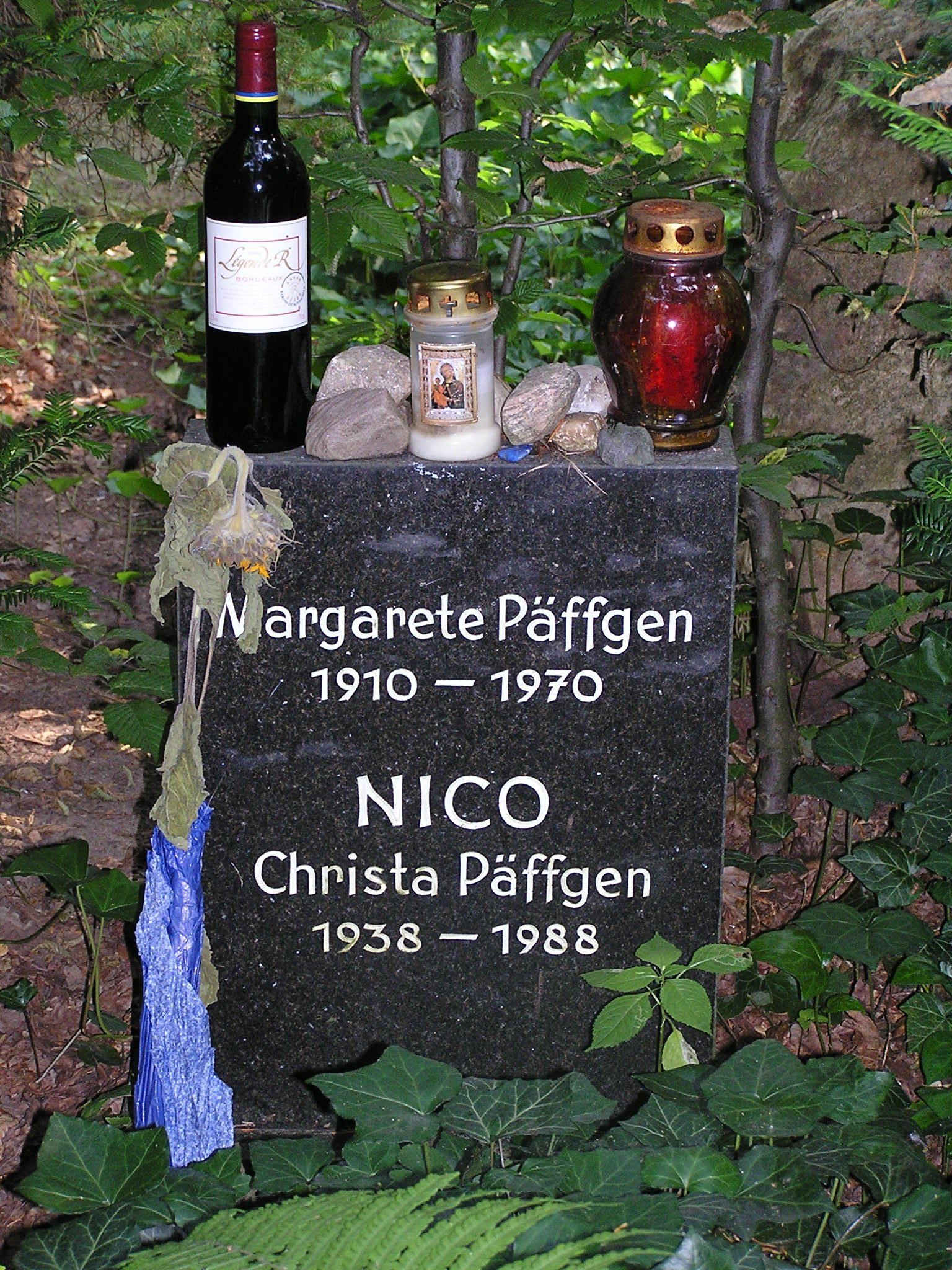
Túmulo de Nico

Nico foi viciada em heroína por mais de quinze anos. O biógrafo Richard Witts especulou que o vício de Nico se deu por suas experiências traumáticas de guerra, ainda durante sua infância, e também por ser uma criança ilegítima.
No dia 18 de julho de 1988, enquanto estava em férias com o seu filho em Ibiza, na Espanha, Nico teve um ataque cardíaco enquanto andava de bicicleta e, na queda, bateu a cabeça. O motorista de um táxi que passava a encontrou inconsciente e teve dificuldade para conseguir encontrar um hospital que a atendesse em Ibiza, pois Nico não tinha plano de saúde.
| “ | No fim da manhã de 17 de julho de 1988, minha mãe me disse que precisava ir ao centro para comprar marijuana. Sentou na frente do espelho e enrolou um lenço preto em volta da cabeça. Minha mãe fixou o olhar no espelho e tomou o maior cuidado para enrolar o lenço de maneira apropriada. Desceu a colina na bicicleta dela: "Não vou demorar". Ela saiu no começo da tarde, lá pela uma hora, no dia mais quente do ano, estava trinta e cinco graus. | ” |

| “ | Nico morreu porque não tinha plano de saúde em Ibiza. Ela usava aquelas detestáveis roupas hippies de lã para disfarçar sua aparência, que tinha se deteriorado com o vício. E ela estava pedalando, usando aquelas coisas de lã no meio do verão, no maior calor, e teve uma insolaçãozinha que provavelmente teria sido bem fácil de tratar. Mas o cara que a pegou na estrada levou-a a dois ou três hospitais em Ibiza e nenhum deles a aceitou. Finalmente a Cruz Vermelha pegou-a, e ela morreu lá. | ” |

Incorretamente, ela foi diagnosticada por ter sofrido insolação, e morreu no dia seguinte. O exame de raio-X, mais tarde, acabou revelando uma severa hemorragia cerebral, que foi o que lhe causou a morte.
Nico foi enterrada no "Friedhof Grunewald-Forst" em Berlin. Alguns amigos colocaram uma fita da música "Mütterlein", uma música de seu álbum "Desertshore", em seu funeral.

## Discografia

### Álbuns de estúdio
- 1967 - The Velvet Underground & Nico
- 1967 - Chelsea Girl
- 1969 - The Marble Index
- 1970 - Desertshore
- 1973 - The End
- 1981 - Drama of Exile
- 1985 - Camera Obscura

### Álbuns ao vivo
- 1974 - June 1, 1974
- 1982 - Do or Die: Nico in Europe
- 1985 - Nico Live in Pécs
- 1986 - Live Heroes
- 1986 - Behind the Iron Curtain
- 1987 - Nico in Tokyo
- 1988 - Fata Morgana (Nico's Last Concert)
- 1989 - Hanging Gardens
- 1994 - Heroine
- 2003 - Femme Fatale: The Aura Anthology
- 2007 - All Tomorrow's Parties (álbum duplo)